# ضريح القويسمة
ضريح القويسمة هو بقايا ضريح لعائلة رومانية، ويقع في منطقة القويسمة إلى الجنوب من مدينة عمان.